# Mordella plurinotata
Mordella plurinotata là một loài bọ cánh cứng trong họ Mordellidae. Loài này được Blanch miêu tả khoa học năm 1853.